# XIA 1st World Tour Concert
A XIA 1st World Tour Xiah Junsu dél-koreai énekes első világ körüli turnéja, melyet 2012. május 19. és november 30. között tartott. A turné folyamán fellépett Ázsiában, Észak- és Dél-Amerikában és Európában is. Ezzel Xiah Junsu lett az első koreai szóló idolénekes, aki világ körüli turnét tartott.

## Dallista
- Breath
- No Gain
- Lullaby
- Intoxication
- Set Me Free
- You Are So Beautiful
- 알면서도 (Even Though You Already Know)
- 돌고 돌아도 (Turn Around And Around)
- The Last Dance
- I am, I am Music
- Why Don't You Love Me
- Tarantallegra
- Fever
- Too Love
- Mission (Németországban: Uncommitted)
- 사랑이 싫다구요 (I Don't Like Love)
- 이슬을 머금은 나무 (The Tree Covered The Dew)
- 앵콜 낙엽 (Fallen Leaves)

## Állomások
| Időpontok | Helyszínek (nézőszám) |
| --- | --- |
| - május 19-20. - május 27. - június 16. - június 23. - július 7. - augusztus 26. - augusztus 30. - szeptember 2. - szeptember 6. - szeptember 8. - szeptember 10 - november 30. | - Szöul, Dél-korea (Jamsil Indoor Stadium, összesen 15 000 fő) - Bangkok, Thaiföld (Royal Paragon Hall, 4000 fő) - Jakarta, Indonézia (JITEC) - Tajpej, Tajvan (National Taiwan University Sports Center, 3600 fő) - Sanghaj, Kína (Shanghai International Gymnastics Centre, 4000 fő) - Hongkong (Hong Kong Convention and Exhibition Centre, 3500 fő) - New York City, USA (Hammerstein Ballroom) - Los Angeles, USA (Hollywood Palladium, 2000 fő) - Mexikóváros, Mexikó (Blackberry Auditorium, 3500 fő) - São Paulo, Brazília (Espacio Victory) - Santiago, Chile (Teatro Caupolican, 3000 fő) - Oberhausen, Németország (Turbinenhalle, 1800 fő) |